# Parafia Nawiedzenia Najświętszej Maryi Panny w Miastkowie Kościelnym
Parafia Nawiedzenia Najświętszej Maryi Panny w Miastkowie Kościelnym – parafia rzymskokatolicka w Miastkowie Kościelnym.
Parafia erygowana w XIII wieku. Obecny kościół parafialny murowany, wybudowany w latach 1901–1904, konsekrowany w 1904. Mieści się przy Rynku.
Terytorium parafii obejmuje: Brzegi, Glinki, Kruszówka, Kujawy, Miastków Kościelny, Oziemkówka, Przykory, Stary Miastków, Wola Miastkowska, Zabruzdy, Zabruzdy-Kolonia, Zgórze.